# AllMovie
AllMovie (voorheen All Movie Guide) is een Amerikaanse database met informatie over films, filmsterren en televisieprogramma's. AllMovie werd in 1994 gelanceerd en werd door de cultuurarchivaris Michael Erlewine opgericht.
De database is in licentie gegeven aan verschillende distributeurs en detailhandelaren van point-of-salesystemen, websites en kiosken. De database bevat informatie zoals credits, filmografieën, plotsamenvattingen en professionele recensies.
Gegevens kunnen worden geraadpleegd via de website van AllMovie, maar zijn ook via de AMG LASSO media herkenningsdienst beschikbaar, dat automatisch dvd's kan herkennen.
AllMovie is net als AllMusic en AllGame een merknaam van All Media Network.